# 자유의 혼
자유의 혼(A Free Soul)은 미국에서 제작된 클래런스 브라운 감독의 1931년 드라마 영화이다. 라이어널 배리모어, 노마 시어러 등이 주연으로 출연하였다.

## 출연

### 주연
- 라이어널 배리모어
- 노마 시어러
- 레슬리 하워드

### 조연
- 제임스 글리슨
- 클라크 게이블
- 루시 보몬트

## 제작진
- 미술: 세드릭 기븐스
- 의상: 에이드리안